# Ліси середнього заходу Канадського щита
Ліси середнього заходу Канадського щита (ідентифікатор WWF: NA0609) — неарктичний екорегіон тайги, розташований в Центральній Канаді.

## Географія
Екорегіон лісів середнього заходу Канадського щита простягається від озера Атабаска на крайньому північному сході Альберти через північ Саскачевану і центральну частину Манітоби до заходу провінції Онтаріо та до узбережжя озера Верхнє, найбільшого та найзахіднішого з п'яти Великих озер Північної Америки. Іншими великими озерами, що лежать на території екорегіону або межують з нею, є Ніпігон в Онтаріо, Вінніпег в Манітобі, Крі в Саскачевані та Оленяче озеро в Саскачевані і Манітобі.
Рельєф регіону представлений рівнинами, висота яких коливається від 200 до 500 м над рівнем моря. З геологічної точки зору основу регіону складають докембрійські метаморфічні та магматичні породи Канадського щита. В часи останнього льодовикового періоду територія екорегіону була вкрита льодовиковим щитом, який залишив тут численні озера та льодовикові форми рельєфу. Піщані дюни Атабаски, розташовані на південному березі однойменного озера, утворилися наприкінці останнього льодовикового періоду, близько 8000 років тому, і є одним з найпівнічніших активних комплексів піщаних дюн у світі. Ці дюни мають велику екологічну цінність, оскільки серед них росте десять ендемічних видів рослин, які більше ніде у світі не зустрічаються.
На півночі екорегіон переходить у тайгу півночі Канадського щита, на південному заході — у ліси бореальних рівнин Центральної Канади, на сході — у тайгу півдня Гудзонової затоки та ліси центральних районів Канадського щита, а на півдні — у ліси заходу Великих озер.

## Клімат
В межах екорегіону переважає субарктичний клімат (Dfc за класифікацією кліматів Кеппена), який характеризується прохолодним літом та холодною зимою. Середньорічна температура в екорегіоні коливається від -4 °C до 0,5 °C, середня зимова температура — від -20,5 °C до -14,5 °C, а середня літня температура — від 11,5 °C до 14 °C. Клімат Сельської височини, розташованої на південному сході регіону, є більш теплим, ніж клімат Атабаскської рівнини, Черчильської височини та Гейської височини, розташованих північніше. Середньорічна кількість опадів в екорегіоні коливається від 350 до 700 мм. Найбільш вологими частинами регіону є Сельська та Гейська височини. Спорадично на більшій частині екорегіону трапляється багаторічна мерзлота.

## Флора
Рослинний покрив екорегіону представлений бореальними лісами, в яких переважають чорні ялини (Picea mariana) та сосни Банкса (Pinus banksiana). В підліску тайги поширені чагарники з родини вересових (Ericaceae), а ґрунтовий покрив представлений мохами та лишайниками. Подекуди в лісах регіону також зустрічаються сизі ялини (Picea glauca), американські осики (Populus tremuloides), бальзамисті тополі (Populus balsamifera), бальзамисті ялиці (Abies balsamea) та паперові берези (Betula papyrifera), поширення яких залежить від дренованості ґрунтів та місцевого клімату. На болотах та інших погано дренованих ділянках переважають чорні ялини (Picea mariana), а на скельних відслоненнях ростуть лишайники. Важливим фактором, що впливає на рослинність екорегіону, є пожежі, які можуть охоплювати до кількох десятків тисяч гектарів. 

## Фауна
Серед поширених в екорегіоні ссавців слід відзначити західного лося (Alces alces andersoni), лісового карибу (Rangifer tarandus caribou), манітобського вапіті (Cervus canadensis manitobensis), білохвостого оленя (Odocoileus virginianus), американського зайця (Lepus americanus), червону вивірку (Tamiasciurus hudsonicus), канадського голкошерста (Erethizon dorsatum) лісового бабака (Marmota monax), малого бурундука (Neotamias minimus) та американську норицю (Clethrionomys gapperi). Серед хижих ссавців, що зустрічаються в регіоні, слід відзначити гризлі (Ursus arctos horribilis), барибала (Ursus americanus), вовка (Canis lupus), койота (Canis latrans), звичайну лисицю (Vulpes vulpes), канадську рись (Lynx canadensis), звичайну росомаху (Gulo gulo), ільку (Pekania pennanti), американську куницю (Martes americana), американського горностая (Mustela richardsonii) та смугастого скунса (Mephitis mephitis). На берегах річок поширені канадські бобри (Castor canadensis), канадські видри (Lontra canadensis), річкові візони (Neogale vison) та болотяні ондатри (Ondatra zibethicus).
Орнітофауна екорегіону вирізняється найвищим різноманіттям серед усіх екорегіонів бореальної зони Канади. Значний внесок у біорізноманіття екорегіону вносять нелісові ландшафти, зокрема озера, інші водно-болотні угіддя та піщані дюни Атабаски. Серед поширених в екорегіоні птахів слід відзначити білу куріпку (Lagopus lagopus), канадську дикушу (Canachites canadensis), американського орябка (Bonasa umbellus), манітобського тетерука (Tympanuchus phasianellus), білоголового орлана (Haliaeetus leucocephalus), неоарктичного канюка (Buteo jamaicensis), віргінського пугача (Bubo virginianus), яструбину сову (Surnia ulula), ялинового дятла (Picoides dorsalis), рогодзьобого пелікана (Pelecanus erythrorynchos), канадського журавля (Antigone canadensis), віргінського анаперо (Chordeiles minor), вухатого баклана (Phalacrocorax auritus), звичайного крука (Corvus corax), канадську кукшу (Perisoreus canadensis), сизоголового віреона (Vireo solitarius), королівського тирана (Tyrannus tyrannus), канадського волоочка (Troglodytes hiemalis), канадську гаїчку (Poecile hudsonicus) та жовтогузого пісняра-лісовика (Setophaga coronata).

## Збереження
Оцінка 2017 року показала, що 67 533 км², або 9 % екорегіону, є заповідними територіями. Природоохоронні території включають: Провінційний парк Опаскія, Провінційний парк лісового карибу та Провінційний парк річки Пайпстоун в Онтаріо, Провінційний парк Піз'ю-Фолз та Провінційний парк Атікакі в Манітобі, а також Провінційний парк озера Ла-Ронж та Провінційний парк піщаних дюн Атабаски в Атабасці.